# Thể loại văn học lịch sử
Thể loại văn học lịch sử (tiếng Pháp: genre historiques) là lĩnh vực văn học bao gồm các thể loại văn học khác nhau cùng viết về đề tài lịch sử. Các tác phẩm lịch sử biên niên kể về các biến cố lịch sử qua các thời đại, tái hiện lại các nhân vật lịch sử, các cuộc chiến tranh, các hoạt động bang giao, như Tả truyện (tương truyền do Tả Khâu Minh, sử quan nước Lỗ soạn), Quốc ngữ, tập tư liệu về lịch sử nhà Chu và chư hầu thời Xuân Thu (Trung Quốc), Sử ký của Tư Mã Thiên phác họa bức tranh lịch sử Trung Quốc 3000 năm từ thượng cổ đến đầu Hán. Ở nước ta có Đại Việt sử ký toàn thư của Ngô Sĩ Liên, Đại Nam quốc sử diễn ca của Ngô Lê Cát và Phạm Đình Toái.
Đặc biệt có giá trị văn học trong loại này là các thể kí, truyện, chí như Sử kí của Tư Mã Thiên mà Lỗ Tấn gọi là thiên “Li Tao” không vần, Hoàng Lê nhất thống chí của Ngô gia văn phái. Đây là những thể loại văn học vừa thuộc phạm trù khoa học lịch sử, vừa thuộc phạm trù khoa học văn học nghệ thuật do phẩm chất riêng của từng tác phẩm như miêu tả sinh động, khắc họa chân dung, tính cách, chi tiết chọn lọc, gợi cảm, tái hiện tình huống, không khí, ngôn từ lịch sử. Thể loại này thường do nhà sử học hoặc người khác viết, nhưng cũng có khi do tự mình viết, gọi là tự truyện. Các tác phẩm văn học loại này đã lưu lại vô vàn tư liệu giá trị để người sau dựa vào đó mà sáng tác kịch, tuồng, chèo, tiểu thuyết,... Các loại truyện danh nhân kể về cuộc đời và sự nghiệp các nhân vật lỗi lạc trên các lĩnh vực của nhân loại cũng thuộc loại văn học này.
Thể loại văn học lịch sử còn bao gồm các tác phẩm văn học nghệ thuật, sáng tác về các để tài và nhân vật lịch sử như tiểu thuyết lịch sử. Ví dụ: Tam quốc diễn nghĩa của La Quán Trung, Đông Chu liệt quốc của Phùng Mộng Long, Pi-e đệ nhất của A-léch-xây Tôn-xtôi, Người con gái viên đại uý của Puskin; kịch lịch sử như Khuất Nguyên của Quách Mạt Nhược, Vũ Như Tô của Nguyễn Huy Tưởng, Bài ca giữ nước của Tào Mạt. Các tác phẩm viết về đề tài lịch sử này có chứa đựng các nhân vật và các chi tiết hư cấu, tuy nhiên nhân vật chính và sự kiện chính thì được sáng tạo trên các sử liệu xác thực trong lịch sử, tôn trọng lời ăn tiếng nói, trang phục, phong tục, tập quán phù hợp với giai đoạn lịch sử ấy. Tác phẩm văn học lịch sử thường mượn chuyện xưa nói chuyện đời nay, hấp thu những bài học của quá khứ, bày tỏ sự đồng cảm với những con người và thời đại đã qua, song không vì thế mà hiện đại hóa người xưa, phá vỡ tính chân thật lịch sử của thể loại này. Đặc điểm này của thể loại tiểu thuyết lịch sử và kịch lịch sử đòi hỏi nhà văn phải vừa là nghệ sĩ, vừa là nhà nghiên cứu, có vốn sống và hiểu biết phong phú, có quan điểm lịch sử đúng đắn và tiến bộ.